# Рыбаков, Виктор Григорьевич
Ви́ктор Григо́рьевич Рыбако́в (28 мая 1956, поселок Ола под Магаданом, СССР) — советский боксёр и тренер.  Семикратный чемпион СССР (1975—1980, 1982). Трёхкратный чемпион Европы (1975, 1979, 1981). Заслуженный мастер спорта СССР (1977). Выдающийся боксёр СССР (1976). Двукратный серебряный призер Кубка мира (1979, 1981). 
Занимал должность вице-президента Федерации бокса России (должность упразднена в 2017 году).

## Биография
Начал тренироваться под руководством тренера Геннадия Рыжикова. Воспитанник тренера Бориса Гитмана. В течение карьеры выступал в 3 весовых категориях — до 54 кг, до 57 кг и 60 кг — и в каждой из них становился чемпионом Европы.
В полуфинале Олимпиады-1976 в Монреале Рыбаков дважды посылал в нокдаун американца Чарльза Муни, но судьи в итоге отдали победу американцу со счётом 4-1, за что в полном составе были впоследствии пожизненно дисквалифицированы. Однако Рыбакову досталась лишь бронза.
Перед Олимпиадой-1980 Рыбаков просил тренеров о возможности перейти в более тяжёлую весовую категорию, однако те настояли на том, чтобы Виктор выступал в категории до 57 кг. Рыбаков был вынужден «сгонять вес» перед соревнованиями, и в итоге проиграл в полуфинале немцу из ГДР Руди Финку, у которого выиграл за год до этого на чемпионате Европы в Кёльне. Через год Виктор всё же перешёл в категорию до 60 кг и выиграл золото чемпионата Европы.
Виктор четырежды подряд становился обладателем Кубка Никифорова-Денисова, как самый техничный боксер чемпионата Европы (1975, 1977, 1979, 1981), даже на том чемпионате Европы (1977), который он не выиграл.
Завершил любительскую карьеру в 1982 году в возрасте 26 лет из-за разногласий с тренерским составом сборной СССР. После этого Рыбаков в звании капитана Советской Армии стал старшим тренером команды боксеров Группы советских войск в Германии, приводя своих учеников к победам на первенстве Вооруженных Сил СССР.
Всего же за свою шестнадцатилетнюю карьеру на любительском ринге Виктор провел 219 боев и одержал 203 победы.
В 1985 году приговорен к шести годам заключения в колонии строгого режима за преступления против социалистической собственности (контрабанду, спекуляцию, "фарцовку") и лишен звания Заслуженный мастер спорта СССР. За образцовое поведение переведен в колонию-поселение в г. Витебск и в 1988 году получил условно-досрочное освобождение после оправдания по одному из пунктов обвинительного приговора.
Благодаря помощи бывшего тренера Бориса Гитмана, эмигрировавшего в Канаду, начал профессиональную боксерскую карьеру в США, которая ограничилась одним боем, зато обеспечила Рыбакову красивое прощание с рингом: он разнес темнокожего крепыша Джона Стюарда, который на пресс-конференции обещал убить наглого русского.
Победа над Стюардом мотивировала 33-летнего спортсмена и открыла новые возможности. Профессионалы, которые готовились к боям за звание чемпиона мира, приглашали Рыбакова на спарринги в Лас-Вегасе, Нью-Йорке, Чикаго, Торонто, что позволило обеспечить существование. Но он не остался в США, как хотел Гитман, а вернулся в Россию.
С 1999 года проживал на юго-западе Москвы в Соловьином проезде. Одно время работал спортивным комментатором трансляций бокса на телевидении. В 2001-м бывший чемпион получил заслуженную должность вице-президента Федерации бокса России, а позже снова занялся тренерством и после 2010 года переехал с семьей в Санкт-Петербург.